# Dansk Arkitektur Center
Dansk Arkitektur Center är ett danskt utvecklingscentrum för arkitektur.
Dansk Arkitektur Center ligger i det tidigare lagerhuset från 1800-talet Gammel Dok vid Strandgade i Christianshavn i Köpenhamn, där det flyttade in 1986 efter renovering efter ritningar av Erik Møllers Tegnestue.
Det inrymmer lokaler för tillfälliga utställningar om arkitektur och stadsplanering.
Det grundades 1985 i samarbete mellan Kulturministeriet, Ekonomi- och näringslivsministeriet och föreningen Realdania.